# König Albert Theater

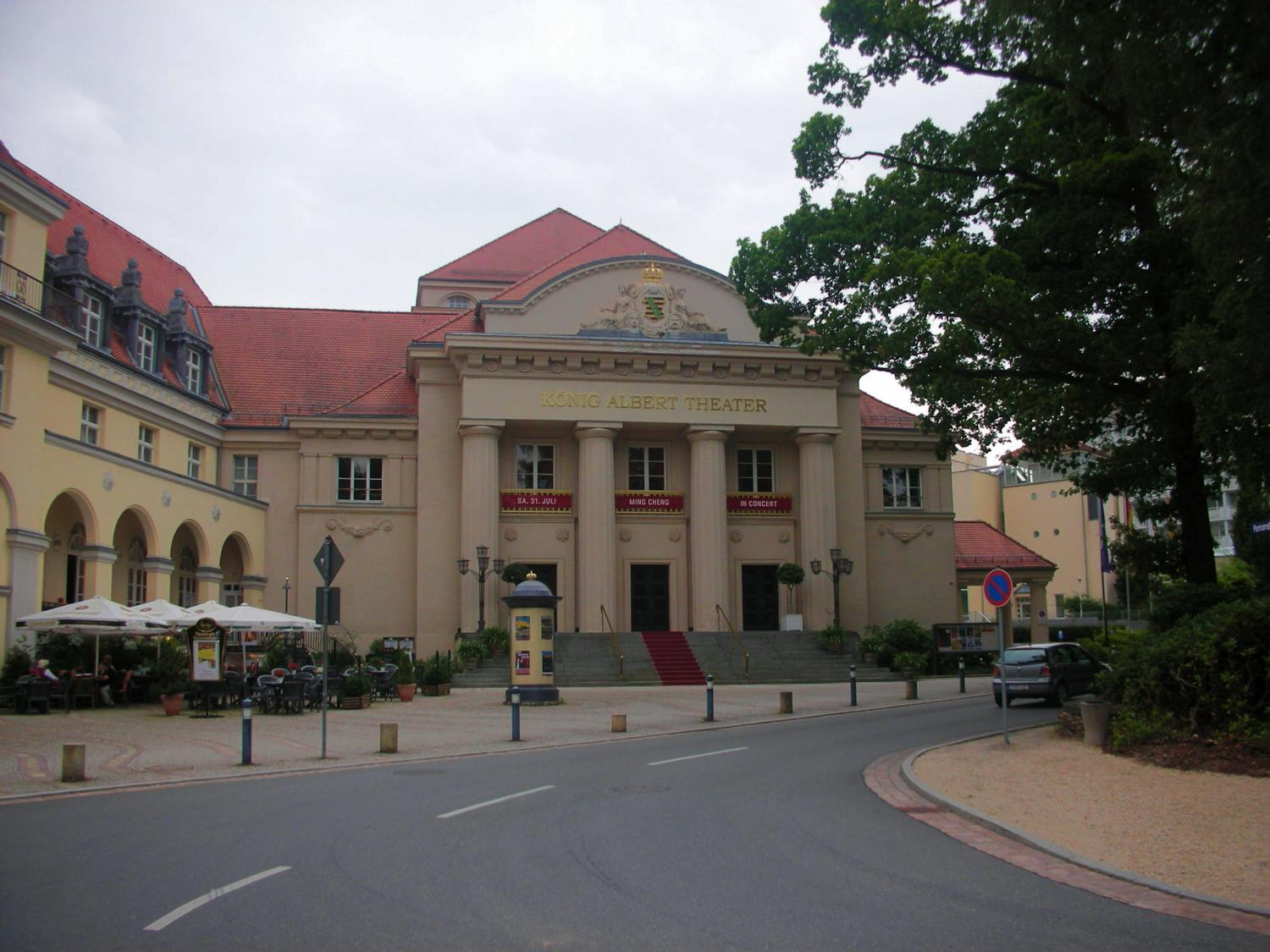
König Albert Theater (2010)

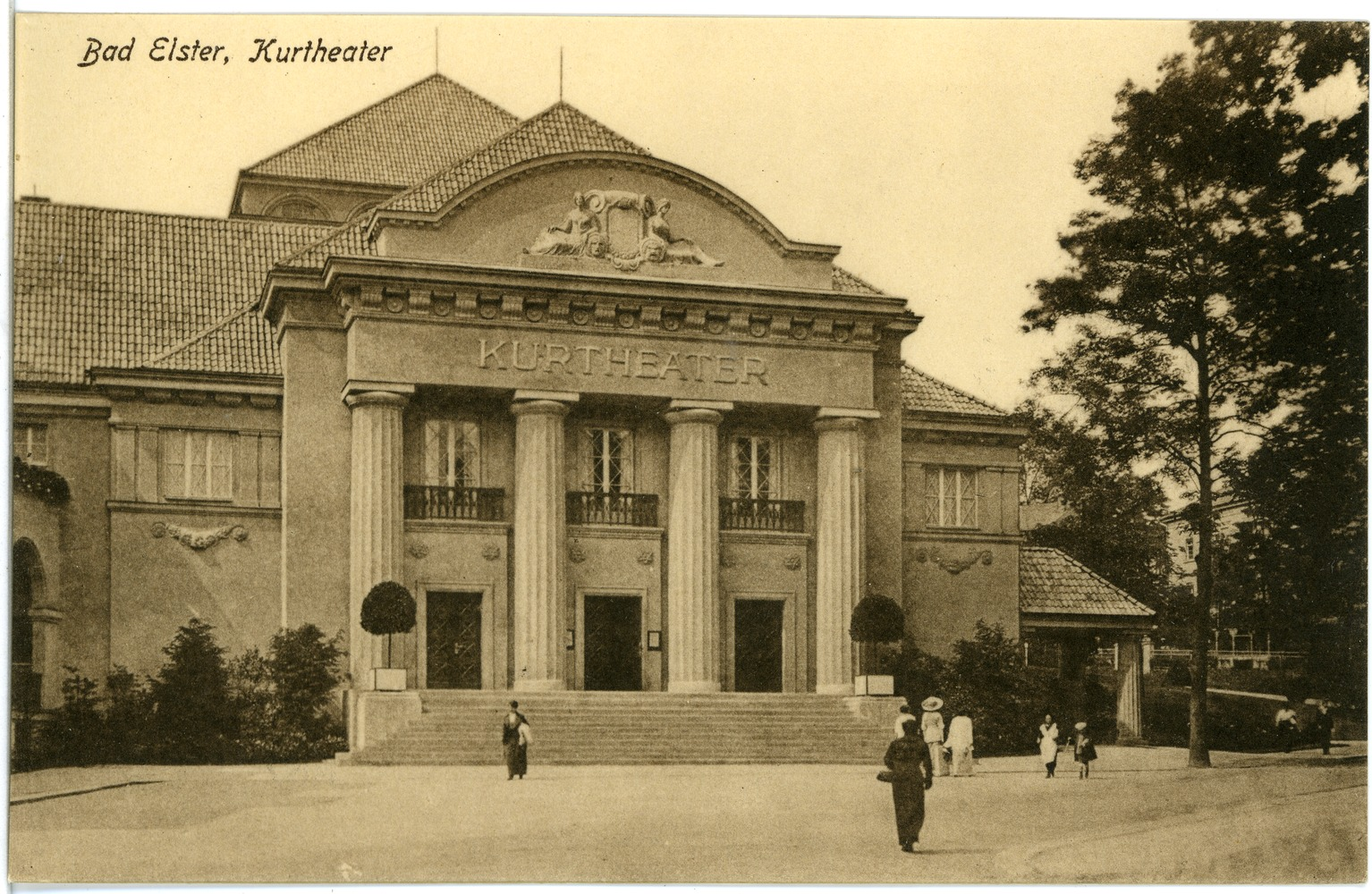
Kurtheater (1914)

Das König Albert Theater ist das 1914 in Bad Elster unter dem Namen Kurtheater eröffnete letzte deutsche Hoftheater.

## Geschichte
1888 begann der Spielbetrieb eines ersten Theaters im »Alberttheater« am Brunnenberg. Aufgrund der großen Publikumsnachfrage aus ganz Europa wurde darüber hinaus für sommerliche Festspiele 1911 an der Waldquelle das „Naturtheater“ – als erstes seiner Art in Sachsen – nach Plänen des Königlich Sächsischen Garteninspektors Paul Schindel gebaut.
1913 beauftragte die in Bad Elster gegründete Theatergesellschaft die Chemnitzer Architekten Alfred Zapp und Erich Basarke mit der Planung und dem Neubau eines modernen, repräsentativen Theaters. Durch die Architektur und Innengestaltung in den Publikumsbereichen mit zwei Logen (u. a. einer Königsloge) gilt das Haus als „demokratisches Theater“. Nach knapp zweijähriger Bauzeit wurde am 22. Mai 1914 das heutige König Albert Theater durch König Friedrich August III. von Sachsen als letztes deutsches Hoftheater eröffnet.
Mit Aufnahme des Spielbetriebs etablierte sich das Kurtheater – neben den regelmäßigen Konzerten der Chursächsischen Philharmonie – in der Sommersaison zu einer Bühne für nationale und internationale Stars. So gastierten hier in der ersten Hälfte des 20. Jahrhunderts Richard Tauber und Helge Rosvaenge sowie Paul Lincke und Eduard Künneke als Dirigenten eigener Kompositionen. Auch Solisten wie die Großmutter Romy Schneiders, Rosa Albach-Retty, der Pianist und Musikverleger Beethovens Alfred Hoehn, die Ballettmeisterin Christel Delze von Lobental, die Tochter der Opernsängerin Alice Guszalewicz, Genia Guszalewicz, die Sopranistinnen Gertrud Bindernagel, Hedwig Hillengaß, Hilde Michael oder Lillie Claus sowie Schauspieler wie Heinrich George, Bernhard Wildenhain, Carola Toelle, Harry Liedtke und Maria von Tasnady traten im Theater auf.
Seit den Anfängen des Theaterbetriebs gastierten in Bad Elster dazu regelmäßig Kulturpartner, wie das Königliche Hoftheater Dresden (heutige Semperoper und Staatsschauspiel), die Sächsische Staatskapelle Dresden, die Hoftheater aus Altenburg und Gera, die Dresdner Philharmonie und die Landesbühnen Sachsen.
Im Rahmen des Spielplans wurden dazu in der ersten Hälfte des 20. Jahrhunderts verschiedene Festspiele und Themenwochen in Bad Elster durchgeführt, um vor allem Publikumsklientel der europäischen Großstädte für einen Aufenthalt im Königlich-Sächsischen Bad Elster anzuziehen. Neben regelmäßigen Opernfestspielen, „Johann-Strauß- und Operettenfestivals“ oder einem „Musikfest der Gegenwart“ wurden dabei auch „Hans-Sachs-Spiele“ und verschiedenste thematische Festwochen etabliert, die das Renommee Bad Elsters als richtungsweisende Festspielstadt überregional festigten. Noch während des Zweiten Weltkrieges wirkte die Sächsische Staatskapelle Dresden unter Karl Böhm bei Musikfestspielen im Elsteraner Theater und wurde nach der Zerstörung Dresdens für mehrere Monate hierher ausgelagert.
Nach 1990 wurde der historische Name Kurtheater abgelegt und die neue Bezeichnung König Albert Theater eingeführt.
Neben einem umfangreichen Konzertprogramm der Chursächsischen Philharmonie als Orchester des Sächsischen Staatsbades wurden in der zweiten Hälfte des 20. Jahrhunderts bis 1998 vielfältige Veranstaltungen im König Albert Theater aufgeführt. Dabei gastierten neben dem Pianisten Swjatoslaw Richter oder Katja Ebstein zahlreiche Ensembles und Produktionen aus Ost und West im Theater Bad Elster, wodurch auch in dieser Zeit die Region kulturell und gesellschaftlich bereichert wurde.

## Treffpunkt König Albert Theater

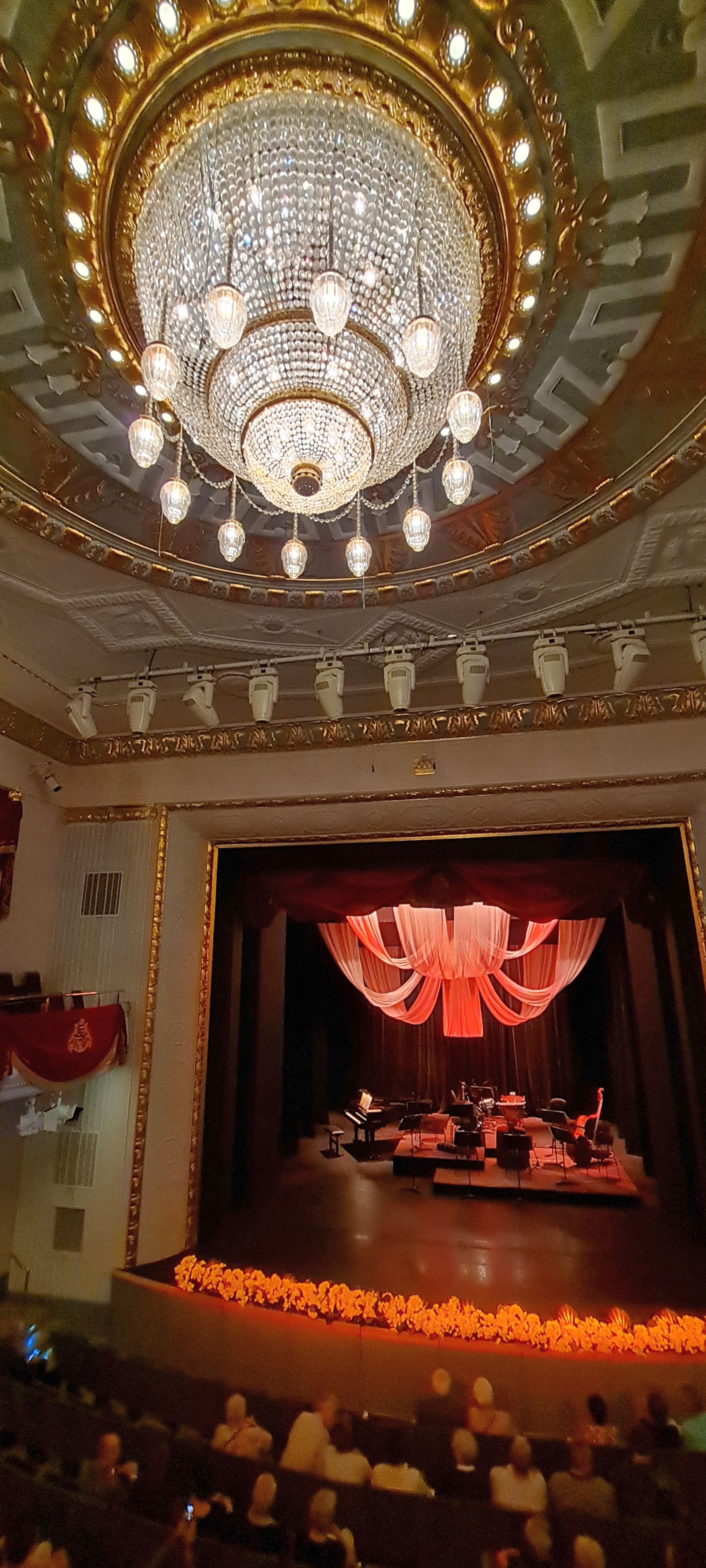
Innenraum

In den Jahren 1998 bis 2004 wurde eine umfassende Sanierung zwecks Anpassung an zeitgemäße Theatertechnik durchgeführt. Das Theater wurde am 22. Mai 2004 wiedereröffnet. Es steht seitdem unter der Schirmherrschaft von Alexander Markgraf von Meissen und bietet Musiktheater, Kabarett, Schauspiel und Konzerte sowie Lesungen und Kleinkunst.
Neben Konzerten und Produktionen der hier beheimateten Chursächsischen Philharmonie prägen den ganzjährigen Spielplan heute vor allem künstlerische Partnerschaften im Klassik- bzw. Theaterbereich, u. a. mit der Semperoper Dresden, der Frauenkirche Dresden, dem MDR-Musiksommer, den Landesbühnen Sachsen, den Theatern aus Liberec und Ústí nad Labem oder dem Moritzburg Festival Orchester.
Zu den Ehrenkünstlern und Freunden des König Albert Theaters zählen seit der Wiedereröffnung Wolfgang Stumph, Johannes Heesters, Stefanie Hertel, Rolf Hoppe, Jan Vogler, Tom Pauls, Gunther Emmerlich, Ute Freudenberg, Olaf Schubert, Walter Plathe, Bernd-Lutz Lange, Nike Wagner und Hugo Strasser.